# Campeonato Mundial de Luge de 1975
O Campeonato Mundial de Luge de 1975 foi a 16ª edição da competição e foi disputada entre os dias 15 e 16 de fevereiro em Hammarstrand, Suécia.

## Medalhistas
| Evento                        | Ouro                                         | Prata                                                  | Bronze                                    |
| Individual masculino detalhes | DDR Wolfram Fiedler                          | AUT Manfred Schmid                                     | DDR Harald Ehrig                          |
| Individual feminino detalhes  | DDR Margit Schumann                          | DDR Ute Rührold                                        | TCH Dana Spalenska                        |
| Duplas detalhes               | DDR Alemanha Oriental Bernd Hahn Ulrich Hahn | DDR Alemanha Oriental Horst Müller Hans-Jürgen Neumann | AUT Áustria Rudolf Schmid Franz Schachner |

## Quadro de medalhas
| Ordem | País              |   |   |   |   |
| 1     | Alemanha Oriental | 3 | 2 | 1 | 6 |
| 2     | Áustria           |   | 1 | 1 | 2 |
| 3     | Checoslováquia    |   |   | 1 | 1 |
| 4     | Suécia            |   |   |   | 0 |